# Bachhyauli
Bachhyauli (nep. बछ्यौली) – gaun wikas samiti w środkowej części Nepalu w strefie Narajani w dystrykcie Chitwan. Według nepalskiego spisu powszechnego z 2001 roku liczył on 1872 gospodarstw domowych i 10443 mieszkańców (5165 kobiet i 5278 mężczyzn).